# Burnsville (Missisipi)
Burnsville – miasto w Stanach Zjednoczonych, w stanie Missisipi, w hrabstwie Tishomingo.